# Фити
Фѝти (на гръцки: Φύτη) е село в Кипър, окръг Пафос. Според статистическата служба на Република Кипър през 2001 г. селото има 97 жители.
Намира се на 25 км североизточно от Пафос.